# Oxystomina tenuicaudata
Oxystomina tenuicaudata is een rondwormensoort uit de familie van de Oxystominidae.